# Lesobeng Community
Lesobeng Community är en gemenskap i Lesotho.   Den ligger i distriktet Thaba-Tseka, i den centrala delen av landet, 100 km sydost om huvudstaden Maseru.